# Kathleen Fortin
Pour les articles homonymes, voir Fortin.
Kathleen Fortin, née en 1978, est une comédienne et chanteuse québécoise.

## Biographie
Diplômée de l'École nationale de théâtre du Canada en 1997, Kathleen Fortin se fait remarquer pour ses rôles dans la version musicale de Les Belles-sœurs (dans le rôle de Des-Neiges Verrette), dans les séries télévisées Olivier (interprétant Micheline Rivard) et Unité 9 (dans le rôle de Boule de quille).

## Télévision
- 2003 - 2004 : Hommes en quarantaine : la directrice
- 2006 - 2007 : François en série : La Culpabilité en elle
- 2007 - 2009 : Les Invincibles : Cynthia
- 2012 - 2015 : Un sur 2 : Micheline Nadeau
- 2013 : Mon meilleur ami : Hélène
- 2015 : Le Berceau des anges : Mado
- 2015 : 19-2 : Florence
- 2015 - 2016 : Au secours de Béatrice : Stéphanie Boudreault
- 2015 - 2016 : Madame Lebrun : Barbara Dufour
- 2016 : Comment devenir une légende : Barbara la Barbare
- 2016 : Ruptures : Dr Manon Cornellier
- 2017 : Olivier : Micheline Rivard
- 2018 : Fatale-Station : Carolane
- 2018 - 2019 : Unité 9 : Boule de quille (Manon Granger)[2]
- 2018 - 2021 : L'Académie : Mme Taylor
- 2020 : Épidémie : Viviane Doyle
- 2020 : Mon fils : Josée Plante
- 2021 : Les Beaux Malaises 2.0 : Chantale
- 2021 : Après : Danielle Gélinas
- 2021 : Portrait-Robot (série télévisée) : Elektra Stavros-Poulain
- 2021 : Doute raisonnable : Lucie Robert
- 2021 - : L'Échappée : Colette Gilbert
- 2022 : Chouchou : Mireille
- 2024 : Veille sur moi : Me Hélène Métivier

## Cinéma
- 1998 : C't'à ton tour, Laura Cadieux : mannequin en bleu poudre
- 2004 : Dans une galaxie près de chez vous : La duchesse
- 2008 : Cruising Bar 2 : Ginette
- 2012 : Mars et Avril : Modèle d'Arthur
- 2012 : L'Affaire Dumont : Danielle Lechasseur
- 2021 : Une révision de Catherine Therrien : Nicole Poirier

## Théâtre
- 2007 : La Mouette : Macha
- 2008 : Les Misérables : Mme Thénardier
- 2009 à 2013 : Les Belles-sœurs : Des-Neiges Verrette
- 2012 : L'Opéra de quat'sous : Mme Peachum
- 2013 : Le roi se meurt : Juliette
- 2014 : Amours fatales : Andromaque (Hermione), Bajazet (Atalide), Bérénice (Bérénice)[3]
- 2014-2015 : Les Voisins : Laurette
- 2016 à 2018 : Le Brasier : Claudine et Caroline[4]
- 2017 : Demain matin, Montréal m'attend : Betty Bird[5]
- 2022 : La Nuit des rois